# 米索前列醇
米索前列醇（INN:misoprostol）是一種合成前列腺素藥物，用於預防和治療胃潰瘍、引產、墮胎，以及治療因子宮收縮不良而引起的產後出血。當用於預防服用非類固醇抗發炎藥 (NSAID) 人群的胃潰瘍時，採口服的方式。用於墮胎時，通常會與美服培酮或甲氨蝶呤聯合使用，但也可單獨使用。單獨使用時，墮胎的有效性在82%到100%之間。而與美服培酮聯合使用的療效會更高，但會隨懷孕的週數而異。僅使用米索前列醇的墮胎方案通常只在無法獲得美服培酮時才推薦使用。在引產或是墮胎時，可採口服、口溶或是陰道內給藥方式。對於治療產後出血，也可採直腸給藥方式。
用藥後常見的副作用有腹瀉和腹痛。它屬於懷孕X級藥物，表示已知若在懷孕期間服用會對胎兒造成負面影響。罕見的案例是可能會發生子宮破裂。米索前列醇是一種前列腺素類似物 - 具體而言，是合成的前列腺素E1 (PGE1)。
米索前列醇於1973年開發成功，最初用於治療胃潰瘍。首次用於墮胎是在1980年代的拉丁美洲，原因是當時女性注意到這種藥物有導致流產的副作用。它已列入世界衛生組織基本藥物標準清單之中，目前市面上有其通用名藥物（學名藥）販售。

## 醫療用途

### 預防潰瘍
米索前列醇用於預防NSAID引起的胃潰瘍。它作用於胃壁細胞，透過G蛋白偶聯受體介導的方式來抑制腺苷酸環化酶，從而抑制胃酸分泌。這會導致細胞內環腺苷酸水平降低，以及壁細胞頂端表面的質子泵活性降低。米索前列醇有時會與NSAID併用，以預防其常見的胃潰瘍副作用（例如：雙氯芬酸/米索前列醇（品牌名稱Arthrotec）中的雙氯芬酸）。
然而，即使在治療NSAID引起的潰瘍方面，奧美拉唑也被證明至少與米索前列醇一樣有效，但人體耐受性明顯更好，因此米索前列醇不被視為一線治療藥物。米索前列醇引起的腹瀉以及需要每日多次給藥會影響胃潰瘍的治療。

### 引產
米索前列醇常被用於引產。它能引起子宮收縮並促進子宮頸的成熟（宮頸管消失，或稱軟化）。它可能比另一種常用的子宮頸成熟劑前列腺素E2更為便宜。
催產素是長期以來用於引產的標準藥物，但當子宮頸尚未成熟時效果會不佳。可將米索前列醇與催產素聯合使用。
米索前列醇陰道塞劑在2002年至2012年間開發，並在歐盟獲得批准，但未在美國獲准使用，美國食品藥物管理局（FDA）仍認為子宮頸成熟和引產不屬於米索前列醇的核准用途。作引產用途時，陰道給藥或口服給藥的效果相當，醫護人員會根據個別情況進行考量。

### 肌瘤切除術
在子宮肌瘤切除手術進行前給予米索前列醇，可減少術中的失血量、輸血需求和手術時間。

### 墮胎
米索前列醇可單獨使用或與其他藥物（美服培酮或甲氨蝶呤）聯合使用，作為藥物流產的選項，以取代手術墮胎。米索前列醇與美服培酮或甲氨蝶呤搭配使用時效果更佳，單獨使用米索前列醇通常只在無法獲得其他藥物時才推薦。藥物流產的優點是侵入性較小、自主性更強、更具自我導向且更隱密。藥物引發流產，感覺會更自然，而受到一些女性偏好。即使在墮胎受到法律限制的地區，藥物流產也相對容易取得。世界衛生組織 (WHO) 提供有關於米索前列醇用於藥物流產的明確指南，包括其使用、益處和風險。
米索前列醇與甲氨蝶呤或美服培酮聯合使用時效果最佳。美服培酮阻斷孕酮的訊號傳導，導致子宮內膜退化、子宮頸和子宮的血管擴張，引起子宮收縮，類似於月經，而會導致胚胎從子宮壁脫離。隨後，米索前列醇擴張子宮頸並誘導肌肉收縮，而達到清除子宮的作用。單獨使用米索前列醇的效果較差（懷孕八週內的成功率通常為88%）。在醫療監督下的使用並非不安全，但仍有1%的女性會出現嚴重出血，而需醫療照護。一些女性可能會發生異位妊娠。而使用米索前列醇失敗後仍繼續的妊娠，有12%更可能出現出生缺陷，醫療專業人員通常會為此採取手術方式來完成流產或處理相關問題。
大多數大型研究推薦米索前列醇與美服培酮聯合使用的方案。對於早期懷孕，兩者結合的有效性約為95%。單獨使用米索前列醇在更早的孕期可能會更有效。
米索前列醇也可用於擴張子宮頸，為第一孕期的手術墮胎做準備（可單獨使用或與滲透性擴張器結合使用），但這並不是常規推薦的做法。
口服米索前列醇是預定在24小時內達到完全墮胎效果中最差的治療方式，因為肝臟的首渡效應會降低米索前列醇的生物利用度。陰道給藥和舌下給藥（舌下黏膜吸收後，會直接進入全身靜脈循環）能達到更高的療效和更長的作用時間，因為這些給藥途徑讓藥物直接進入循環，繞過肝臟的首渡效應。
建議個體在墮胎前進行血球容積比（Hb test）以及Rh血型檢測，以確認確實懷孕。建議人們在治療後兩週進行追蹤訪視。如果用於治療完全墮胎，應進行驗孕、子宮體格檢查和超音波檢查，以確保治療成功。如果治療失敗，可考慮進行手術處理。

### 早期懷孕流失
當身體未能自行排出胚胎或胎兒時，米索前列醇可用於完成流產或過期流產。它可縮短完全排出所需的時間。偏好使用單劑量的米索前列醇經陰道或口服給藥，並在需要時追加劑量。它也可與美服培酮聯合使用，其給藥方案類似於藥物流產。

### 產後出血
米索前列醇也用於預防和治療產後出血。口服米索前列醇的效果略遜於催產素。直腸給藥的米索前列醇副作用發生率比其他途徑為低。此藥物價格便宜且耐熱（不像催產素需要冷藏），使其成為開發中國家一種具有成本效益且有價值的藥物。一項關於使用米索前列醇的隨機對照試驗發現在資源匱乏的社區中，產後出血導致的孕產婦死亡率降低達38%。催產素的給藥方式為注射，而米索前列醇則可口服或是直腸給藥，讓其在護士和醫生較少的地區更加實用。

### 宮內節育器置入
對於曾接受剖腹產或先前置入宮內節育器失敗的女性，事前給予米索前列醇可降低宮內避孕器置入失敗的機率。但考量到它可能帶來較高的副作用風險，目前並不建議常規使用米索前列醇來預先軟化或擴張子宮頸以植入宮內避孕器。

### 其他
米索前列醇用於子宮內膜切片檢查前的子宮頸軟化，以減少使用子宮頸鉗或子宮頸擴張器的需求，但可能與術中及術後疼痛和副作用增加有關。
支持使用米索前列醇以治療多發性硬化症患者的三叉神經痛，其證據有限。

## 不良反應
口服米索前列醇預防胃潰瘍最常報告的不良反應是腹瀉。在臨床試驗中，平均有13%的有此類報告，此與劑量相關，通常在治療早期（13天後）發生，且通常是自限性的（通常在8天內緩解），但有時（2%的人）需因此停止用藥。
口服米索前列醇預防胃潰瘍次常報告的不良反應有：腹痛、噁心、脹氣、頭痛、消化不良、嘔吐和便秘，但這些不良反應的發生頻率都不比服用安慰劑時為高。
舌下或口服米索前列醇的副作用較低劑量（400微克）陰道給藥方式更多。然而低劑量陰道米索前列醇與較低的完全墮胎率有關聯。研究結論指出舌下給藥600微克或400微克的米索前列醇，由於發生作用更快、峰值濃度更高和生物利用度較陰道或口服米索前列醇高，因此發燒和腹瀉的發生率會更高。
對於藥物流產的適應症中，服用米索前列醇後常會出現出血和痙攣。出血和痙攣可能比月經期間更嚴重，然而，如果出血過多，建議尋求緊急醫療照護。
懷有期望保留妊娠的孕婦，不應服用米索前列醇來降低NSAID引起的胃潰瘍風險，因為它會增加懷孕期間的子宮張力和收縮，而可能導致部分或完全流產，且其在懷孕期間使用已證實與出生缺陷相關。
所有用於子宮頸軟化和引產的藥劑都可能導致子宮過度刺激，這會對胎兒的血液供應產生負面影響，並增加子宮破裂等併發症的風險。有人擔心米索前列醇引起的引產過程中發生的子宮過度刺激，比其他藥物引起的更難治療。由於併發症很少見，因此很難確定米索前列醇是否比其他子宮頸軟化劑造成更高的風險。一項估計顯示，需要大約61,000名參與隨機對照試驗的人，才能檢測出嚴重胎兒併發症的差異，而要檢測出嚴重孕產婦併發症的差異，則需要大約155,000名參與者。

## 禁忌症
對於過期流產的藥物治療，建議米索前列醇僅適用於沒有以下禁忌症的人：疑似子宮外孕、正在使用NSAID、有骨盆腔感染或敗血症跡象、血流動力學不穩定、已知對米索前列醇過敏、曾接受剖腹產、二尖瓣狹窄、高血壓、青光眼、支氣管氣喘，以及附近沒有醫院的偏遠地區。

## 藥理學

### 作用機制
米索前列醇是一種前列腺素類似物，會與子宮肌細胞結合，引起強烈的子宮肌收縮，導致組織排出。這種藥物還會引起子宮頸成熟，使子宮頸軟化和擴張。米索前列醇與前列腺素EP2受體、前列腺素EP3受體和前列腺素EP4受體結合並刺激它們，但不會刺激前列腺素EP1受體，因此預期其生理和潛在毒性作用範圍會比前列腺素E2或其他活化所有四種前列腺素受體的類似物更受限制。

## 社會與文化
藥物的發明公司G.D.希爾勒公司（目前為輝瑞製藥的全資子公司）於2000年8月發出一封引發爭議的信函，信中警告孕婦不要使用此藥，因為它具有引產墮胎的能力，並引用其用於引產時導致孕產婦和胎兒死亡的報告。美國婦產科醫師學會認為有充分證據支持米索前列醇用於引產，該學會在回覆G.D. 希爾勒公司信函時將此一立場重申。
它已列入世界衛生組織的基本藥物標準清單中。美國於2023年所有墮胎中有63%是非手術式的（使用包括米索前列醇和美服培酮在內的藥物）。
該藥物的陰道劑型在歐盟以Misodel和Mysodelle的商用名稱銷售，作引產用途。

### 拉丁美洲
米索前列醇用於墮胎的用途是由巴西婦女發現後加以開發，並在拉丁美洲各地傳播開來，當時墮胎在該地區普遍屬於非法。
21世紀以來，隨著綠色浪潮運動席捲拉丁美洲，墨西哥、阿根廷和烏拉圭等數個國家已將墮胎合法化。而古巴早在1965年就已允許墮胎。

### 黑市
米索前列醇在拉丁美洲被用於自行引產墮胎，黑市價格每劑超過100美元。非法且無醫療監督的米索前列醇墮胎，其併發症發生率低於其他形式的非法自行引產墮胎，但仍高於合法且有醫療監督的手術和藥物流產。使用米索前列醇墮胎失敗，在某些情況下會導致出生缺陷。紐約市的低收入和移民群體也被發現會自行服用米索前列醇來引產墮胎，因為這種方法比手術墮胎便宜得多（每劑約2美元）。這種藥物在墨西哥很容易取得。德克薩斯州的米索前列醇使用量也因墮胎服務提供者需遵循的法規增加而有所增加。在美國最高法院對多布斯訴傑克森婦女健康組織案做出裁決後，許多州限制合法墮胎服務的取得，包括使用米索前列醇的藥物流產。據報美國婦女由於這些限制而自行管理墮胎的情況有所增加。許多婦女從海外網路藥局購買藥片或是從墨西哥取得這種藥物。